# 吴山烤鸡
吴山烤鸡是杭州的一种烤鸡类菜肴，主要由整只鸡配香菇及香葱为佐料，经过盐、糖、五香粉、蜂蜜等腌制后经360度高温烤制组成，鲜美可口。吴山烤鸡最早由位于杭州吴山的吴山烤禽店于1985年首创，其特色在于鸡皮的酥脆以及鸡肉的多汁。受到杭州市民长期青睐。